# Саї великий
Са́ї великий (Chlorophanes spiza) — вид горобцеподібних птахів родини саякових (Thraupidae). Мешкає в Мексиці, Центральній і Південній Америці. Це єдиний представник монотипового роду Саї (Chlorophanes).

## Опис
Довжина птаха становить 13-14 см, вага 14-23 г. Виду притаманний статевий диморфізм. Забарвлення самців переважно синьо-зелене, крила і хвіст чорнуваті, пера мають зелені края, голова чорна (крім потилиці і горла). Самиці мають яскраво-зелене забарвлення, горло у них дещо блідіше, живіт жовтуватий. Дзьоб довгий, міцний, вигнутий, зверху темний, знизу жовтий, очі червоні. Забарвлення молодих птахів подібне до забарвлення самиць.

## Таксономія
Великий саї був науково описаний шведським натуралістом Карлом Ліннеєм в 1758 році в десятому виданні його праці Systema Naturae під біномінальною назвою Motacilla spiza. Типовим місцем був визначений Суринам. При описанні виду Лінней покладався на британського натураліста Джорджа Едвардса, який до того описав і проілюстрував великого саї у своїй праці 1743 року A Natural History of Uncommon Birds. У 1853 році німецький орнітолог Людвіг Райхенбах перевів великого саї до роду Саї (Chlorophanes). Великий саї є сестринським видом по відношенню до малого саї з монотипового роду Iridophanes.

### Підвиди
Виділяють сім підвидів:
- C. s. guatemalensis Sclater, PL, 1861 — від південної Мексики (Оахака) до північного Гондурасу;
- C. s. argutus Bangs & Barbour, 1922 — від східного Гондурасу до північної Колумбії;
- C. s. exsul Berlepsch & Taczanowski, 1884 — південно-західна Колумбія і західний Еквадор;
- C. s. subtropicalis Todd, 1924 — Анди в Колумбії та на заході Венесуели;
- C. s. spiza (Linnaeus, 1758) — східна Колумбія, Венесуела, Гвіана, бразильська Амазонія і остріві Тринідад;
- C. s. caerulescens Cassin, 1865 — південно-східна Колумбія, схід Еквадору і Перу, захід бразильської Амазонії і північна Болівія;
- C. s. axillaris Zimmer, JT, 1929 — східне і південно-східне узбережжя Бразилії (від Пернамбуку до Санта-Катарини).

## Поширення і екологія
Великі саї мешкають в Мексиці, Белізі, Гватемалі, Гондурасі, Нікарагуа, Коста-Риці, Панамі, Колумбії, Венесуелі, Гаяні, Французькій Гвіані, Суринамі, Бразилії, Еквадорі, Перу, Болівії та на Тринідаді і Тобаго. Вони живуть у вологих і заболочених тропічних лісах, на узліссях і галявинах та на плантаціях. Зустрічаються на висоті до 2300 м над рівнем моря (в Колумбійських Андах), переважно на висоті до 1700 м над рівнем моря.

## Поведінка
Великі саї зустрічаються поодинці або парами, іноді приєднуються до змішаних зграй птахів. Раціон великих саї на 60% складається з плодів, на 20% з нектару та на 15% з комах. Гніздяться на деревах, в кладці 2 білих яйця, поцяткованих коричневими плямами. Інкубаційний період триває 13 днів.

## Галерея

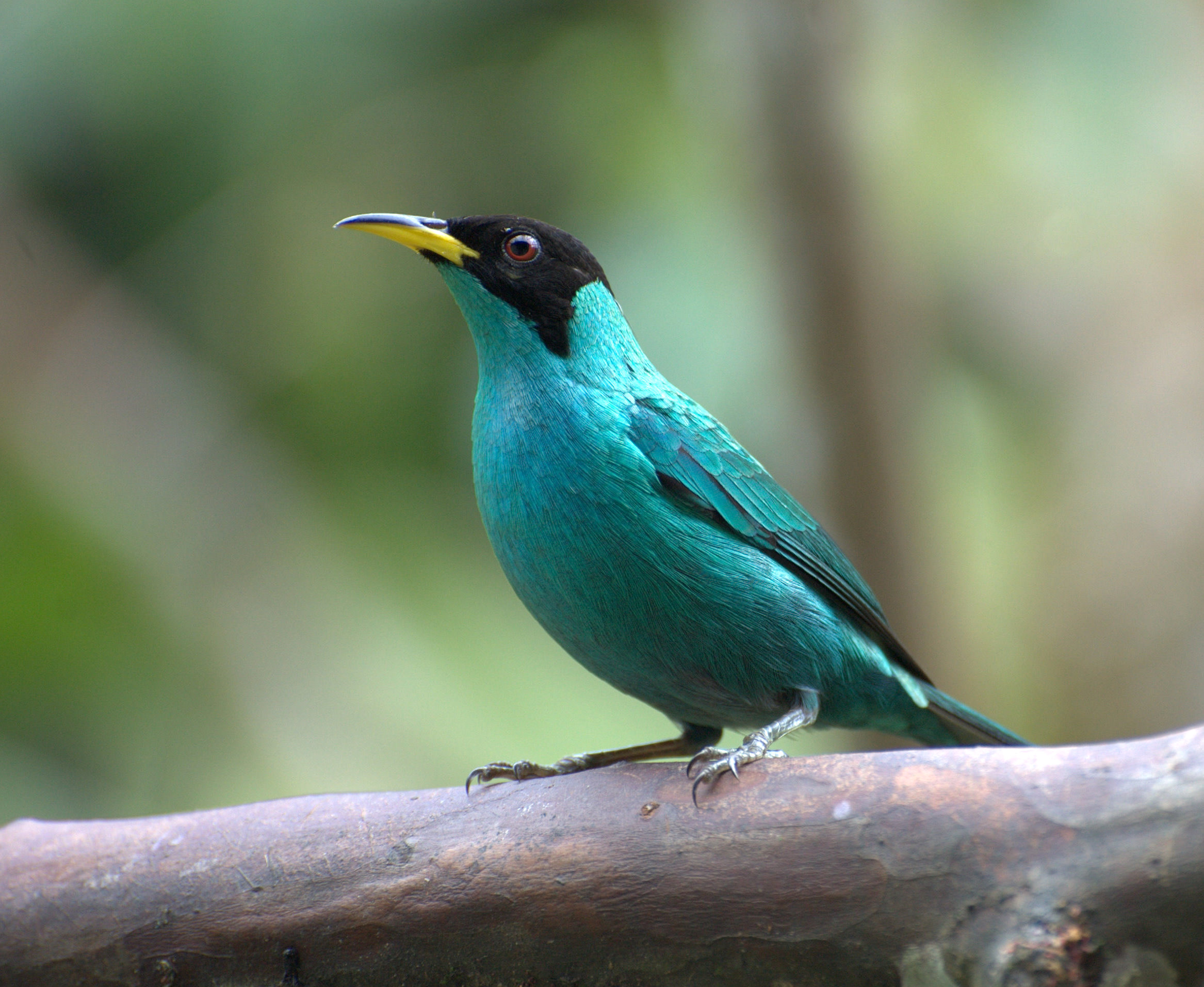
Самець
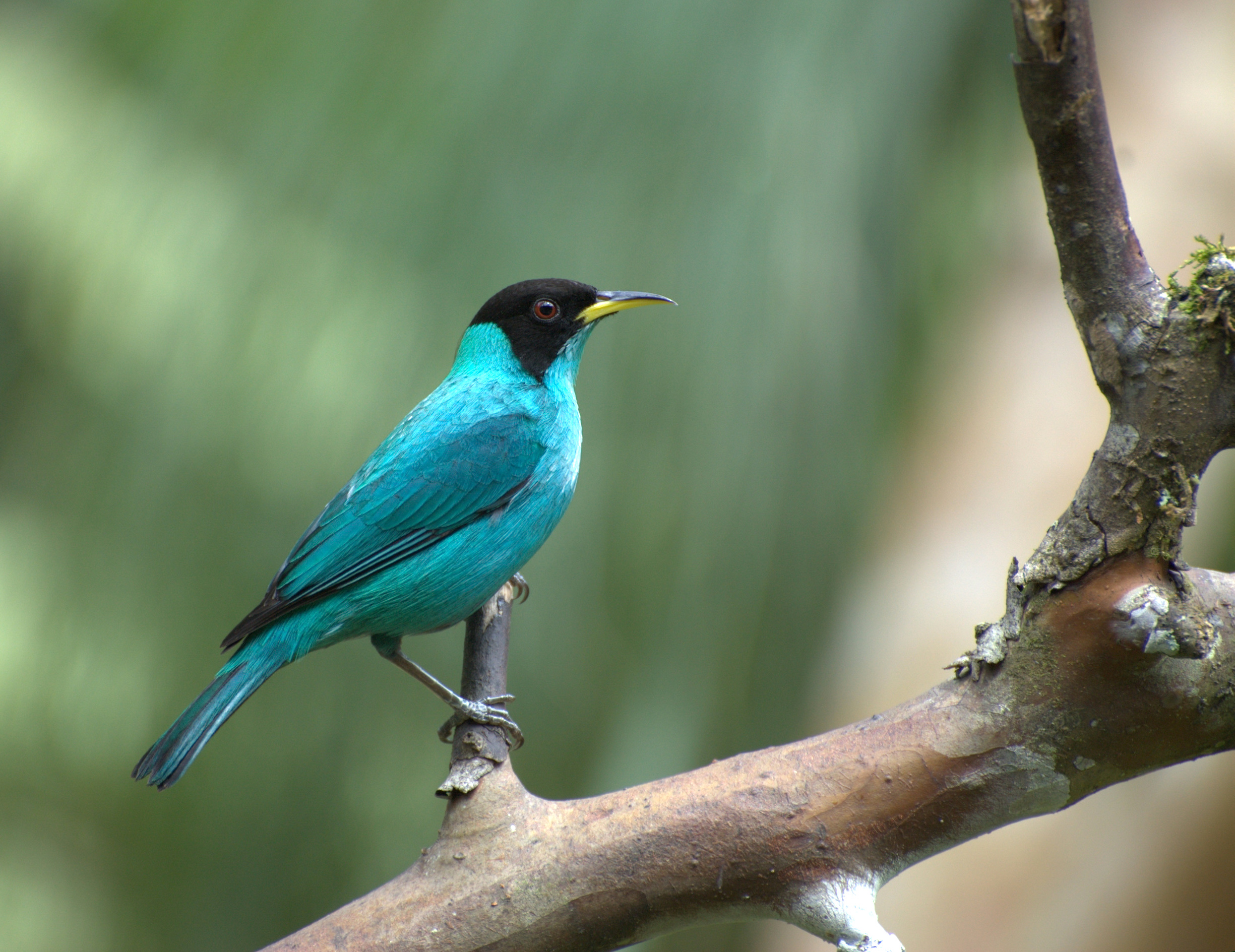
Самець
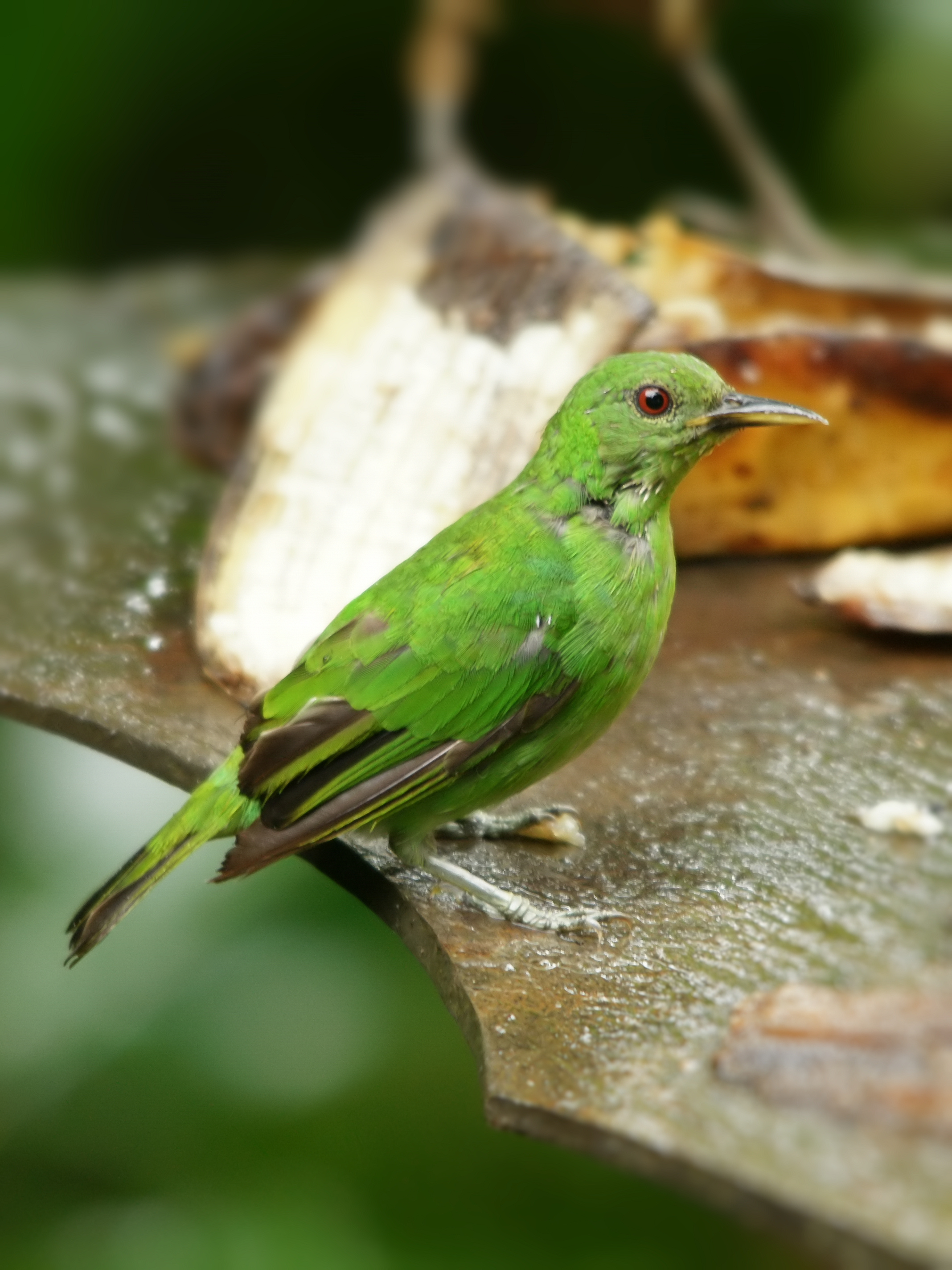
Самиця
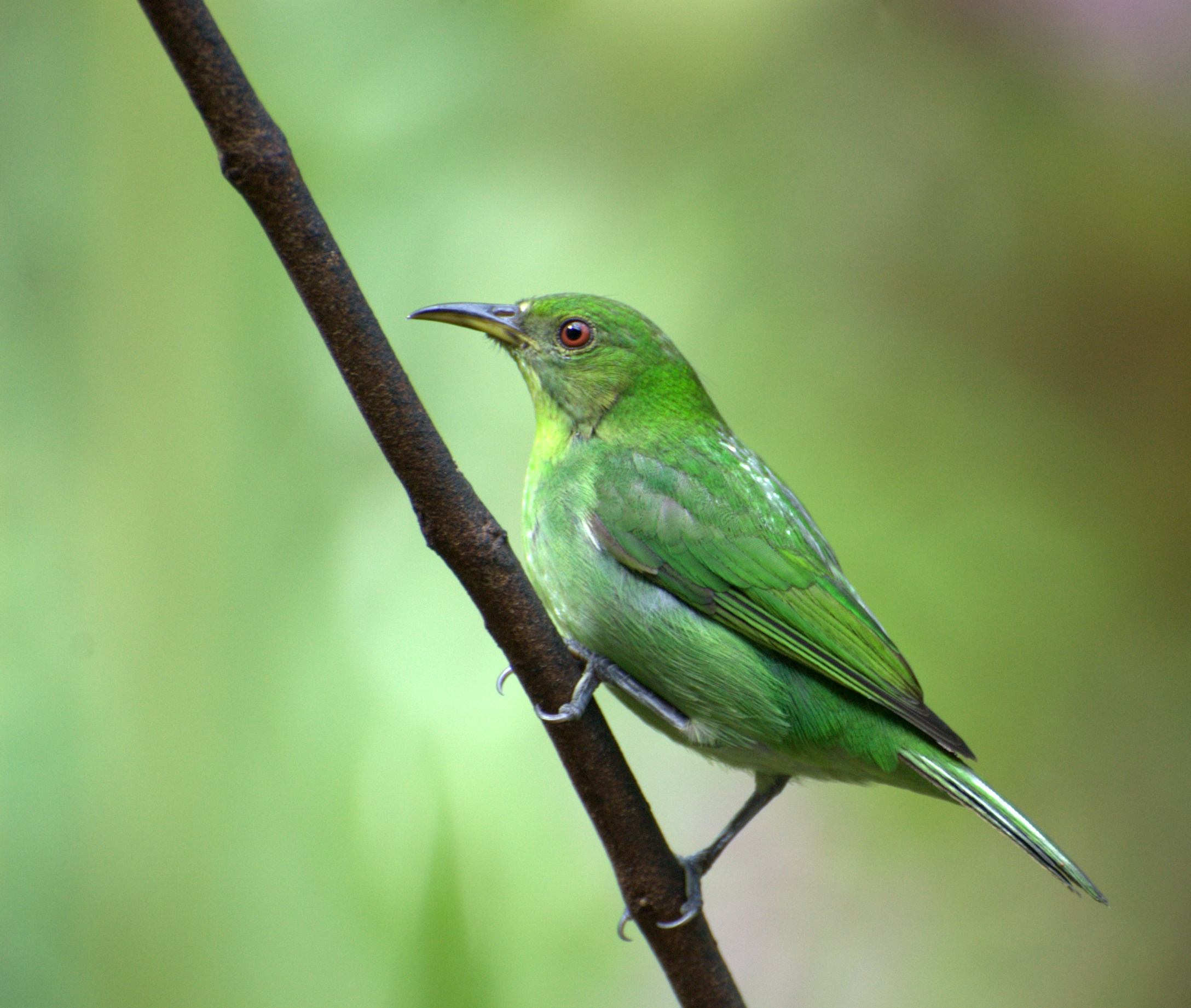
Самиця
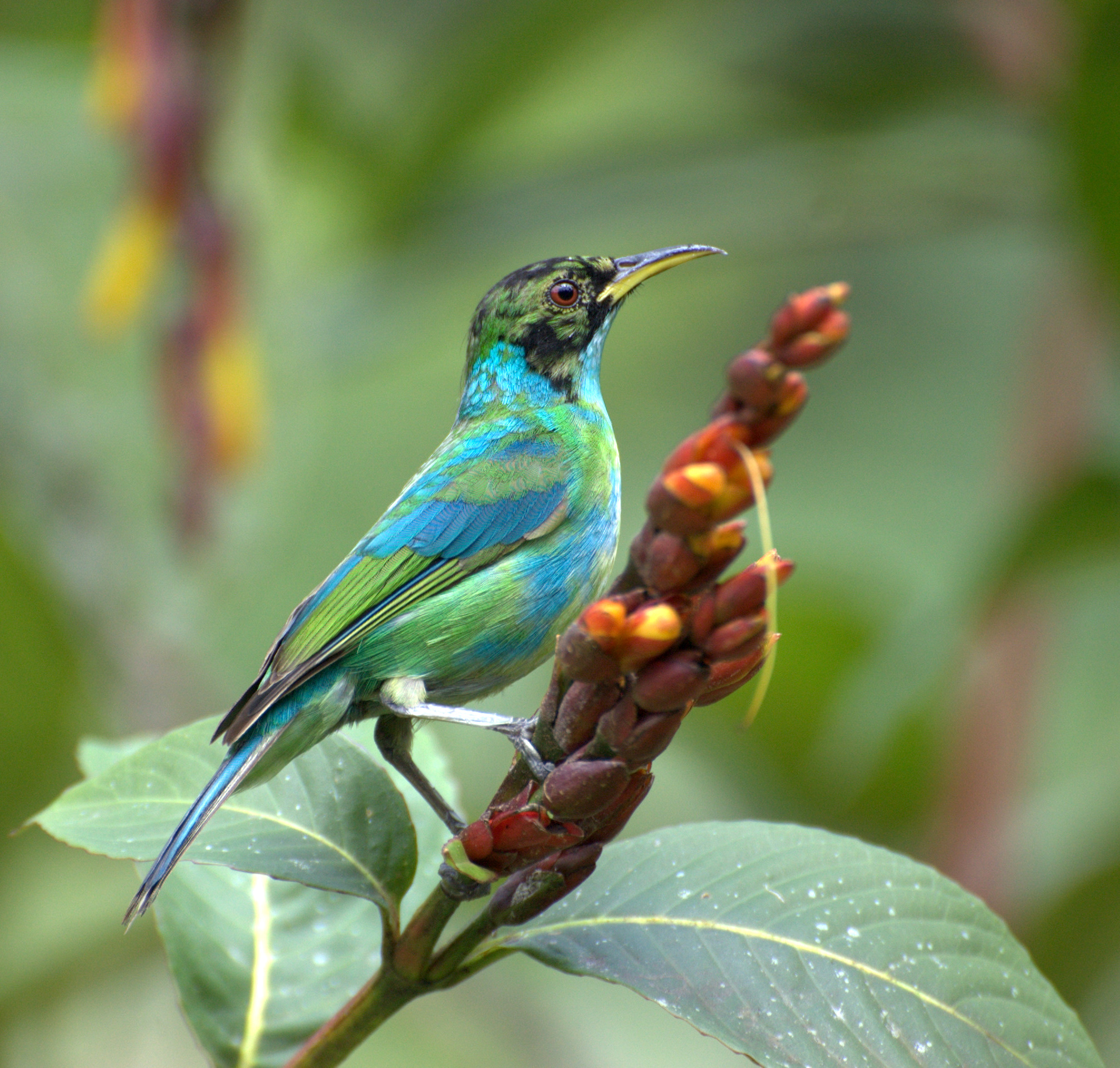
Молодий самець